# Parc national Gogorrón
Le parc national Gogorrón (espagnol : Parc nacional Gogorrón) est un parc national du Mexique situé dans l'État de San Luis Potosí. Cette aire protégée de 250 km2 a été créée en 1936.